# 하야시 타케시 (성우)
하야시 타케시(林 毅史, 11월 21일 ~ )는 일본의 성우, 가와사키 프론탈레 소속 스타디움 DJ, MC, 내레이터, 애니메이션 감독으로, 도쿄도 출신이며, 프로토스 소속다.